# 7 augusti
7 augusti är den 219:e dagen på året i den gregorianska kalendern (220:e under skottår). Det återstår 146 dagar av året.

## Återkommande bemärkelsedagar

### Nationaldagar
- Elfenbenskustens nationaldag (till minne av självständigheten från Frankrike denna dag 1960)

## Namnsdagar

### I den svenska almanackan
- Nuvarande – Dennis och Denise
- Föregående i bokstavsordning
  - Annika – Namnet infördes på dagens datum 1986, men flyttades 1993 till 21 april, där det har funnits sedan dess.
  - Annmari – Namnet infördes på dagens datum 1986, men utgick 1993.
  - Arnold – Namnet infördes på dagens datum 1901, men flyttades 1993 till 4 augusti, där det har funnits sedan dess.
  - Denise – Namnet infördes på dagens datum 2001.
  - Dennis – Namnet infördes 1986 på 23 maj, men flyttades 1993 till dagens datum och har funnits där sedan dess.
  - Detlof – Namnet förekom på dagens datum på 1700-talet, men utgick sedan.
  - Donald – Namnet infördes 1986 på 27 september, men flyttades 1993 till dagens datum och utgick 2001.
  - Donatus – Namnet fanns, till minne av Donatus en biskop och martyr i italienska Arezzo på 300-talet, på dagens datum före 1901, då det utgick.
- Föregående i kronologisk ordning
  - Före 1901 – Donatus och Detlof
  - 1901–1985 – Arnold
  - 1986–1992 – Arnold, Annmari och Annika
  - 1993–2000 – Dennis och Donald
  - Från 2001 – Dennis och Denise
- Källor
  - Brylla, Eva (red.): Namnlängdsboken, Norstedts ordbok, Stockholm, 2000. ISBN 91-7227-204-X
  - af Klintberg, Bengt: Namnen i almanackan, Norstedts ordbok, Stockholm, 2001. ISBN 91-7227-292-9

### Finlandssvenska almanackan
- Nuvarande från 1929[1] – Yrsa
- I föregående revideringar[a][2]
  - inga ändringar sedan 1929

## Händelser
- 1316 – Efter att påvestolen har stått tom i över två år väljs occitaniern Jacques Duèze till påve och tar namnet Johannes XXII. Han förblir påve i 18 år, till sin död 1334 och under hans pontifikat fortsätter påvarna att ha sitt säte i franska Avignon i stället för Rom. Det präglas av påvedömets strid med den tysk-romerske kejsaren, men också av att den kyrkliga förvaltningen förändras och förbättras genom att den blir mer centraliserad.
- 1896 - De allra första svenska SM-tävlingarna i friidrott inleds, Helsingborg.
- 1942 – De allierade (framförallt amerikanska) styrkorna inleder sin landstigning på de södra Salomonöarna i Stilla havet, vilket inleder slaget om Guadalcanal, som kommer att pågå i ett halvår (till den 9 februari 1943). Målet med Operation Watchtower, som det också kallas, är att hindra japanerna att använda öarna som baser för fortsatt krigföring under stillahavskriget. Japanerna blir överraskade av landstigningen och ger i december upp öarna, men evakuerar dem helt först den 7 februari 1943. Slaget blir en betydelsefull strategisk seger för de allierade, eftersom det innebär slutet på japanernas expansion i Stilla havet och att de allierade kan övergå från försvars- till anfallsstrategier.
- 1947 – Den norske expeditionsledaren och upptäcktsresanden Thor Heyerdahls balsaflotte Kon-Tiki grundstöter på Raroia i Tuamotuöarna efter en seglats på nära 7 000 km under 101 dagar. Besättningen består av fem norrmän och en svensk och med seglatsen vill Heyerdahl bevisa att det är möjligt att människor i forntiden har befolkat Stilla havets övärld i Söderhavet från Sydamerika. Expeditionen blir internationellt känd och uppmärksammad, men forskare är tveksamma till vad den egentligen bevisar.
- 1960 – Den franska kolonin Elfenbenskusten utropar sig självständig från moderlandet Frankrike.[3] Kolonin har sedan 1958 haft visst självstyre inom det franska samväldet, efter att sedan 1904 ha ingått i Franska Västafrika, men nu blir landet alltså helt självständigt. Trots det behåller man nära band till Frankrike och har så än idag (2025).
- 1982 – Den armeniska väpnade organisationen ASALA (Armenian Secret Army for the Liberation of Armenia) genomför ett terroristangrepp mot den turkiska huvudstaden Ankaras internationella flygplats, varvid 9 personer omkommer (7 turkar, en västtysk och en amerikan) och 72 skadas. ASALA hävdar att angreppet är en protest mot ”den turkiska fascistiska ockupationen av Armenien”. Angreppet fördöms av den turkiske presidenten och den armeniske patriarken i Istanbul och tre dagar senare sätter en turkisk armenier eld på sig själv i Istanbul i protest mot angreppet.
- 1985 – 24-åriga Jeremy Bamber utför morden vid White House Farm nära Tolleshunt D'Arcy i England.
- 1987 – Den 30-åriga amerikanska simmaren Lynne Cox blir den första människa som simmar över Berings sund mellan den amerikanska delstaten Alaska och det sovjetiska Kamtjatka. Simningen mellan öarna Stora (i Sovjetunionen) och Lilla Diomedes (i USA) tar 2 timmar och 5 minuter och vattentemperaturen är 5° Celsius. Cox genomför simningen som en protest med det pågående kalla kriget.

## Födda
- 943 – Edgar den fredlige, kung av England
- 1560 – Elisabet Báthory, ungersk grevinna, seriemördare och sadist
- 1598 – Georg Stiernhielm, svensk skald, känd som ”den svenska skaldekonstens fader”
- 1689 – Henric Benzelius, svensk kyrkoman, ärkebiskop i Uppsala stift
- 1835 – Roswell P. Flower, amerikansk demokratisk politiker, guvernör i New York
- 1839 – John F. Dryden, amerikansk affärsman och republikansk politiker, senator för New Jersey
- 1845 – Daniel Lindsay Russell, amerikansk republikansk politiker, kongressledamot, guvernör i North Carolina
- 1850 – John L. Wilson, amerikansk republikansk politiker och publicist, senator för Washington
- 1862 – Victoria av Baden, tysk prinsessa, Sveriges drottning (gift med Gustaf V)
- 1862 – Micha Josef Berdyczewski, nyhebreisk författare
- 1867 – Emil Nolde, tysk expressionistisk målare
- 1869 – Ellen Palmstierna, svensk friherrinna, rösträttskämpe, ordförande och delaktig i grundandet av föreningen Rädda Barnen
- 1876 – Mata Hari, nederländsk magdansös och spion
- 1877 – Ulrich Salchow, svensk konståkare
- 1881 – François Darlan, fransk amiral, vicepresident i Vichyregimen
- 1885 – Billie Burke, amerikansk skådespelare och scenstjärna
- 1892 – Einar Forseth, svensk konstnär
- 1903 – Louis Leakey, brittisk arkeolog
- 1904 – Ralph Bunche, amerikansk statsvetare, sociolog och diplomat, mottagare av Nobels fredspris 1950
- 1908 – Robert Bernardis, österrikisk militär och motståndsman
- 1911 – Dagmar Zeeh, svensk sångare
- 1916 – Majken Torkeli, svensk skådespelare och författare
- 1920 – Harry Arnold, svensk kapellmästare, kompositör och filmmusikarrangör
- 1926 – Sven "Plex" Petersson, svensk sportkommentator
- 1927 – George Busbee, amerikansk demokratisk politiker, guvernör i Georgia
- 1928 – James Randi, kanadensisk-amerikansk författare, illusionist och bluffavslöjare
- 1929 – Alf Enerström, svensk läkare och högerextrem politiker
- 1932
  - Rien Poortvliet, nederländsk konstnär
  - Abebe Bikila, etiopisk maratonlöpare
- 1933 – Elinor Ostrom, amerikansk statsvetare, mottagare av Sveriges riksbanks pris i ekonomisk vetenskap till Alfred Nobels minne 2009
- 1934 – Inga Sarri, svensk skådespelare
- 1937 – Annika Holm, svensk författare, journalist och dramatiker
- 1938 – Giorgetto Giugiaro, italiensk bilformgivare
- 1939
  - Mickey Kantor, amerikansk demokratisk politiker, USA:s handelsminister
  - Siewert Öholm, svensk TV-programledare
- 1941 – Bob Etheridge, amerikansk demokratisk politiker, kongressledamot
- 1942 – B.J. Thomas, amerikansk countrymusiker
- 1946
  - Helena Döse, svensk hov- och operasångare (sopran)
  - John C. Mather, amerikansk fysiker, mottagare av Nobelpriset i fysik 2006
- 1948 – James P. Allison, amerikansk immunolog, mottagare av Nobelpriset i fysiologi eller medicin 2018
- 1949 – Walid Jumblatt, libanesisk politiker
- 1950 – Rodney Crowell, amerikansk countryartist
- 1955 – Wayne Knight, amerikansk skådespelare
- 1958 – Bruce Dickinson, brittisk artist, sångare i Iron Maiden
- 1959 – Koenraad Elst, belgisk indolog
- 1960 – David Duchovny, amerikansk skådespelare
- 1966 – Jimmy Wales, amerikansk entreprenör, grundare av det nätbaserade och användarredigerade uppslagsverket Wikipedia
- 1968 – Lynn Strait, amerikansk sångare
- 1969 – Michael DeLuise, amerikansk skådespelare
- 1975 – Charlize Theron, sydafrikansk skådespelare och filmproducent
- 1980 – Aurélie Claudel, fransk supermodell
- 1987 – Sidney Crosby, kanadensisk ishockeyspelare
- 1989 – Fredrik Holmlund, svensk musiker, artist, låtskrivare och IT-strateg

## Avlidna
- 117 – Trajanus, romersk kejsare
- 1106 – Henrik IV, kung av Tyskland och tysk-romersk kejsare
- 1547 – Gaetano av Thiene, italiensk präst och helgon, grundare av Teatinorden
- 1712 – Friedrich Wilhelm Zachau, tysk kompositör
- 1820 – Elisa Bonaparte, syster till Napoleon I, storhertiginna av Toscana
- 1821 – Caroline av Braunschweig, drottning av Storbritannien (gift med Georg IV)
- 1824 – Nils von Rosenstein, svensk ämbetsman, retoriker och filosof, ledamot av Svenska Akademien och dess ständige sekreterare
- 1848 – Jöns Jacob Berzelius, svensk kemist, ledamot av Svenska Akademien
- 1890 – Anna Månsdotter, Yngsjömöderskan. (Avrättad)
- 1900 – Wilhelm Liebknecht, tysk socialistisk politiker
- 1921 – Aleksandr Blok, rysk poet
- 1925 – George Gray, amerikansk demokratisk politiker och jurist, senator för Delaware
- 1928 – N. P. Wetterlund, svensk präst och författare
- 1929 – Ivar Nilsson, svensk skådespelare och tecknare
- 1930 – James D. Phelan, amerikansk demokratisk politiker och bankman, senator för Kalifornien
- 1938 – Konstantin Stanislavskij, rysk-sovjetisk skådespelare och teaterdirektör
- 1941 – Rabindranath Tagore, indisk författare, mottagare av Nobelpriset i litteratur 1913
- 1953
  - Holm O. Bursum, amerikansk republikansk politiker, senator för New Mexico
  - Robert Archer Cooper, amerikansk demokratisk politiker och jurist, guvernör i South Carolina
- 1957 – Oliver Hardy, amerikansk skådespelare, i Sverige känd som ”Helan” i komikerparet Helan och Halvan
- 1968 – Julius Hedvall, svensk stationskarl, byråföreståndare och politiker
- 1975 – Rune Ottoson, svensk skådespelare
- 1979 – Mathias Alexandersson, svensk skådespelare
- 1982 – Urban Sahlin, svensk skådespelare
- 1986 – Kathrine Aurell, svensk-norsk författare och manusförfattare
- 1987 – Kishi Nobusuke, japansk politiker, Japans premiärminister
- 1994 – Larry Martyn, brittisk skådespelare
- 1999 – Olof Sjöstrand, svensk stuntman och cirkusartist
- 2011
  - Marshall Grant, amerikansk basist, medlem i bland annat Johnny Cashs kompband Tennessee Three
  - Hugh Carey, amerikansk demokratisk politiker, guvernör i New York
  - Mark Hatfield, amerikansk republikansk politiker, guvernör i Oregon
  - Harri Holkeri, finländsk samlingspartistisk politiker, Finlands statsminister
- 2012
  - Lars Lundkvist, svensk poet
  - Thomas Malmquist, svensk sportjournalist
  - Anna Piaggi, italiensk modeskribent och stilikon
- 2015
  - Louise Suggs, amerikansk golfspelare
  - Rolf Carlsten, svensk artist, regissör och skådespelare
- 2019 – Kary Mullis, amerikansk kemist, mottagare av Nobelpriset i kemi 1993